# Lefter Küçükandonyadis
Lefter Küçükandonyadis (Grieks: Λευτέρης Αντωνιάδης, Lefteris Antoniadis) (Istanboel, 22 december 1924 – aldaar, 13 januari 2012) bijgenaamd Ordinaryüs - was een Turks voetballer. In 1950 en later in 1957-'58 was hij topscorer van Turkije. Hij speelde bij onder meer Fenerbahçe SK en kwam vijftig keer uit voor het Turks voetbalelftal.
Küçükandonyadis was de zoon van een Griekse vader en een Turkse moeder. Hij begon met voetballen bij Taksimspor, een club uit Istanboel. In 1947 ging hij over naar Fenerbahçe, waarvoor hij in 615 duels 423 doelpunten maakte. In het seizoen 1953/54 werd hij topscorer.
Toen hij in 1951 voor AC Fiorentina ging spelen, was hij de eerste Turkse voetballer die naar het buitenland vertrok. Hij voetbalde ook een korte periode voor OGC Nice. In 1964 stopte hij met voetballen na een afscheidswedstrijd bij Fenerbahçe. Na deze tijdelijke stop speelde hij alsnog een seizoen (1964-1965) bij AEK Athene, waarin hij vijf wedstrijden speelde en twee doelpunten maakte. Nadat hij een blessure opliep tegen Iraklis Saloniki moest hij het voetbal voorgoed opgeven.
Küçükandonyadis kreeg van de Turkse voetbalbond een eremedaille omdat hij als eerste speler vijftig interlands speelde. Hierin scoorde hij 22 doelpunten. Hij maakte onder meer twee van de drie doelpunten in een 3-1-overwinning op het later in de geschiedenisboeken als 'de magische Magyaren' opgenomen Hongaars voetbalelftal in 1956. Verschillende oud-spelers en andere belangrijke personen in de Turkse voetbalwereld riepen Küçükandonyadis in 2004 uit tot beste Turkse voetballer aller tijden.
Als trainer was Küçükandonyadis vooral actief in Turkije. Hij trainde onder meer Sivasspor, Samsunspor, Boluspor, Orduspor en Mersin Idman Yurdu.

## Erelijst
- Süper Lig: 1959, 1961, 1964
- Atatürk Beker: 1964
- Istanbul-voetbalcompetitie: 1948, 1957, 1959
- Nationale-Liga: 1950

## Slogans
De supporters van Fenerbahçe hadden verschillende slogans voor Küçükandonyadis.
"Tribünler inledi binlerce kere 

Ver Leftere yaz deftere

Bitti Kalem, Doldu Defter

Bu Alemde Kral Lefter"
De tribunes riepen het keer op keer 

geef Lefter de bal en schrijf het in je schrift 

de pen is leeg, het schrift is vol 

nu is Lefter een koning.

## Trivia
- Küçükandonyadis scoorde als eerste voetballer een penalty in de Süper Liga sinds de oprichting daarvan.
- Küçükandonyadis is de eerste voetballer voor wie een afscheidswedstrijd werd georganiseerd.[bron?]
- In 2004 kon hij wegens een langdurige ziekte zijn prijs niet persoonlijk ophalen als de beste Turkse voetballer aller tijden; zijn kleinzoon deed dit voor hem.
- Küçükandonyadis maakte 832 doelpunten in zijn carrière.